# Paul Chelimo
Paul Chelimo (født 27. oktober 1990) er en kenyansk-født amerikansk atlet , der konkurrerer i langdistanceløb.
Han repræsenterede USA ved sommer-OL 2016 i Rio de Janeiro, hvor han tog sølv på 5.000 meter.